# Яковлево (Марковский сельсовет)
Яковлево — деревня в Вологодском районе Вологодской области.
Входит в состав Марковского сельского поселения, с точки зрения административно-территориального деления — в Марковский сельсовет.
Расстояние по автодороге до районного центра Вологды — 23,5 км, до центра муниципального образования Васильевского — 1,5 км. Ближайшие населённые пункты — Калинкино, Бурдуково, Закобяйкино, Васильевское, Лукинцево, Бурдуково, Никулино.
По переписи 2002 года население — 3 человека.